# Mošnov
Mošnov (en allemand : Engelswald) est une commune du district de Nový Jičín, dans la région de Moravie-Silésie, en République tchèque. Sa population s'élevait à 750 habitants en 2021.

## Géographie
Mošnov se trouve à 14 km au nord-est de Nový Jičín, à 17 km à l'ouest de Frýdek-Místek, à 18 km au sud-ouest d'Ostrava et à 269 km à l'est-sud-est de Prague.

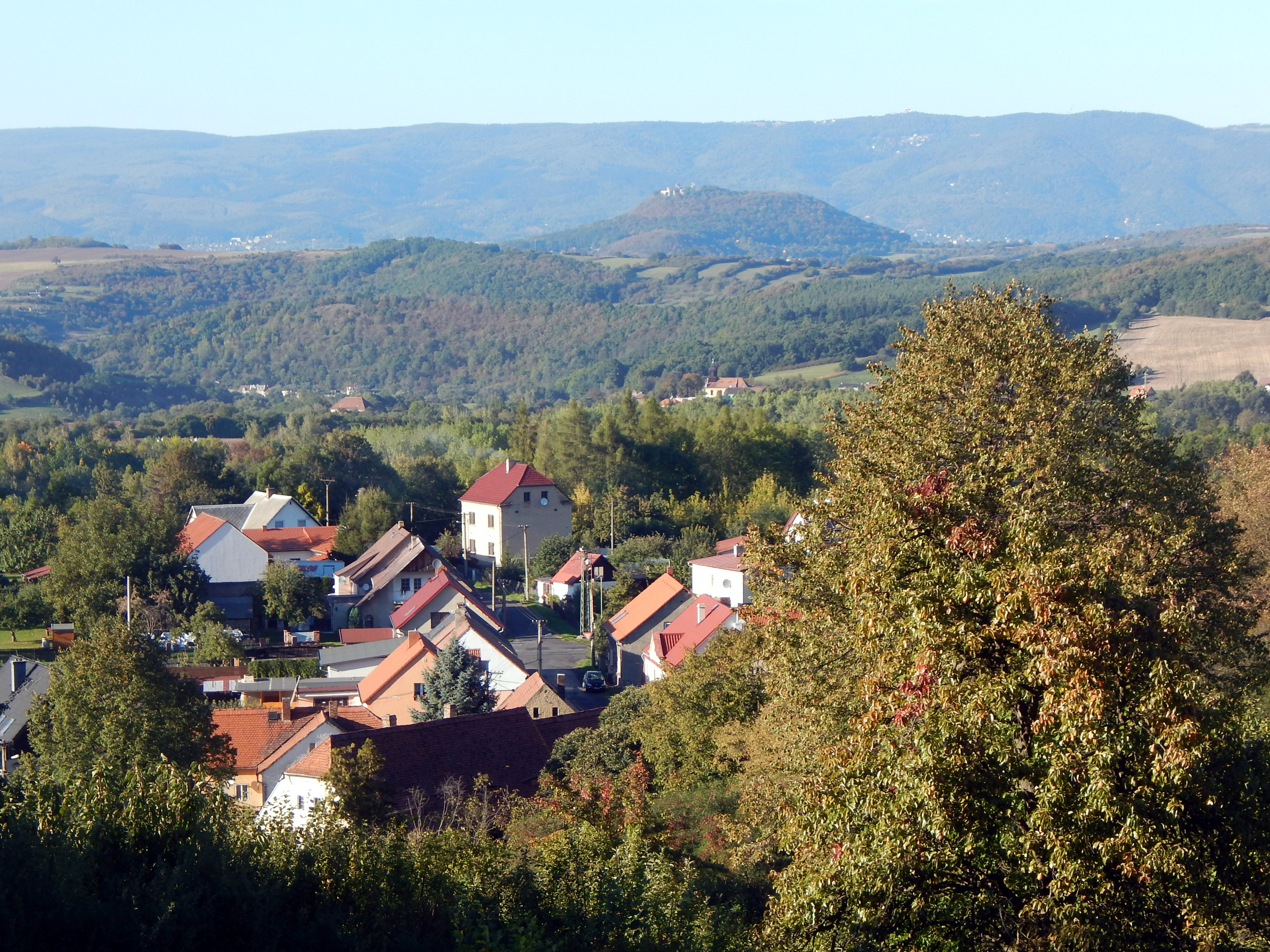
Pohled na Mošnov : vue générale.

La commune est limitée par Studénka au nord-ouest, par Albrechtičky et Petřvald au nord, par Trnávka à l'est, par Skotnice au sud, et par Sedlnice au sud et au sud-ouest.

## Histoire
La première mention écrite de la localité date de 1374.
La construction d'un aéroport en 1955-1960 a grandement contribué au développement de Mošnov. L'aéroport fut surtout utilisé à des fins militaires jusqu'en 1993, lorsque les unités militaires furent retirées.

## Transports
Par la route, Mošnov se trouve à 7 km de Příbor, à 17 km de Nový Jičín, à 23 km d'Ostrava et à 341 km de Prague.
L'aéroport Leoš Janáček d'Ostrava, anciennement aéroport Ostrava-Mošnov, se trouve en grande partie sur le territoire de la commune.

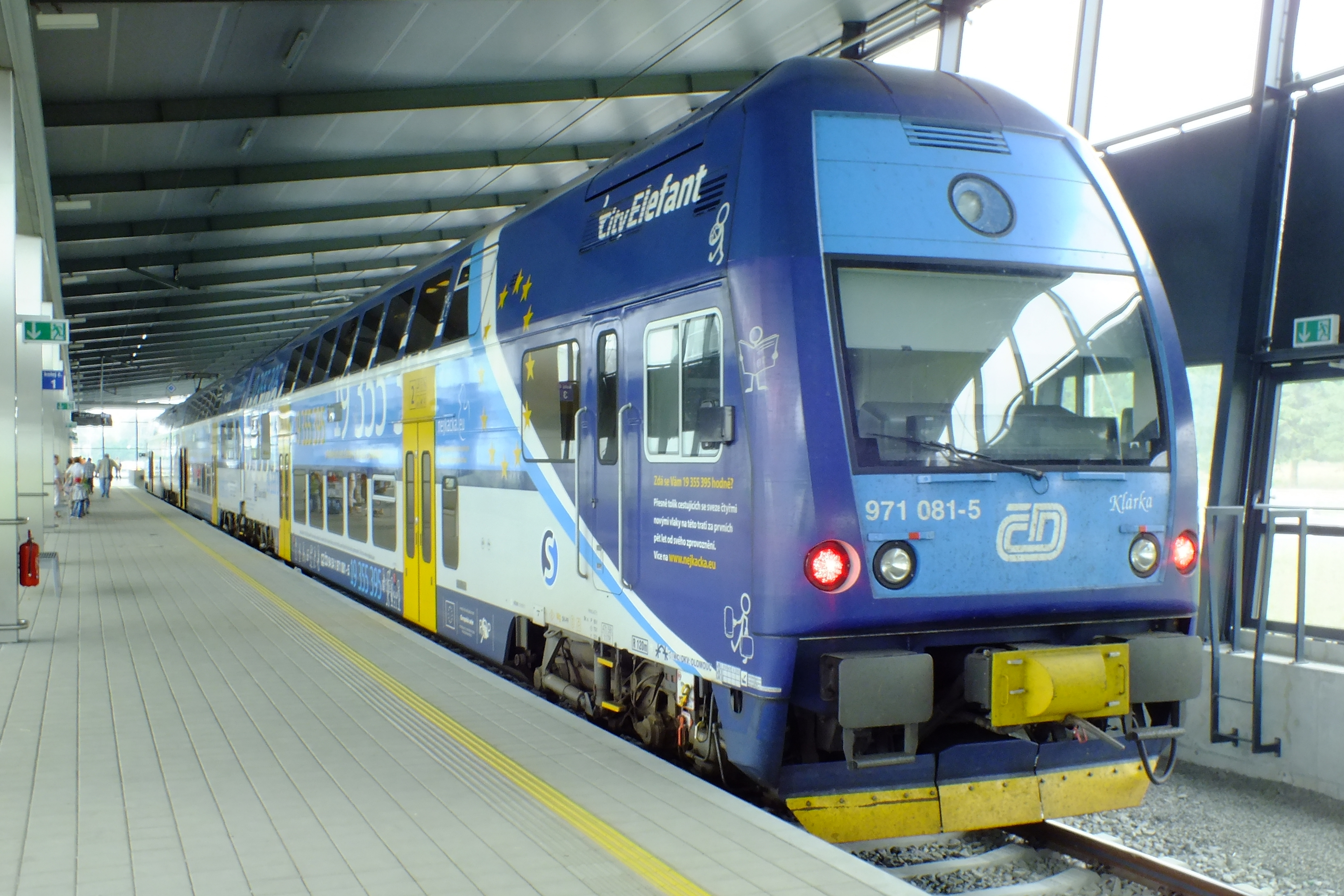
Gare ferroviaire de l'aéroport Ostrava-Mošnov.
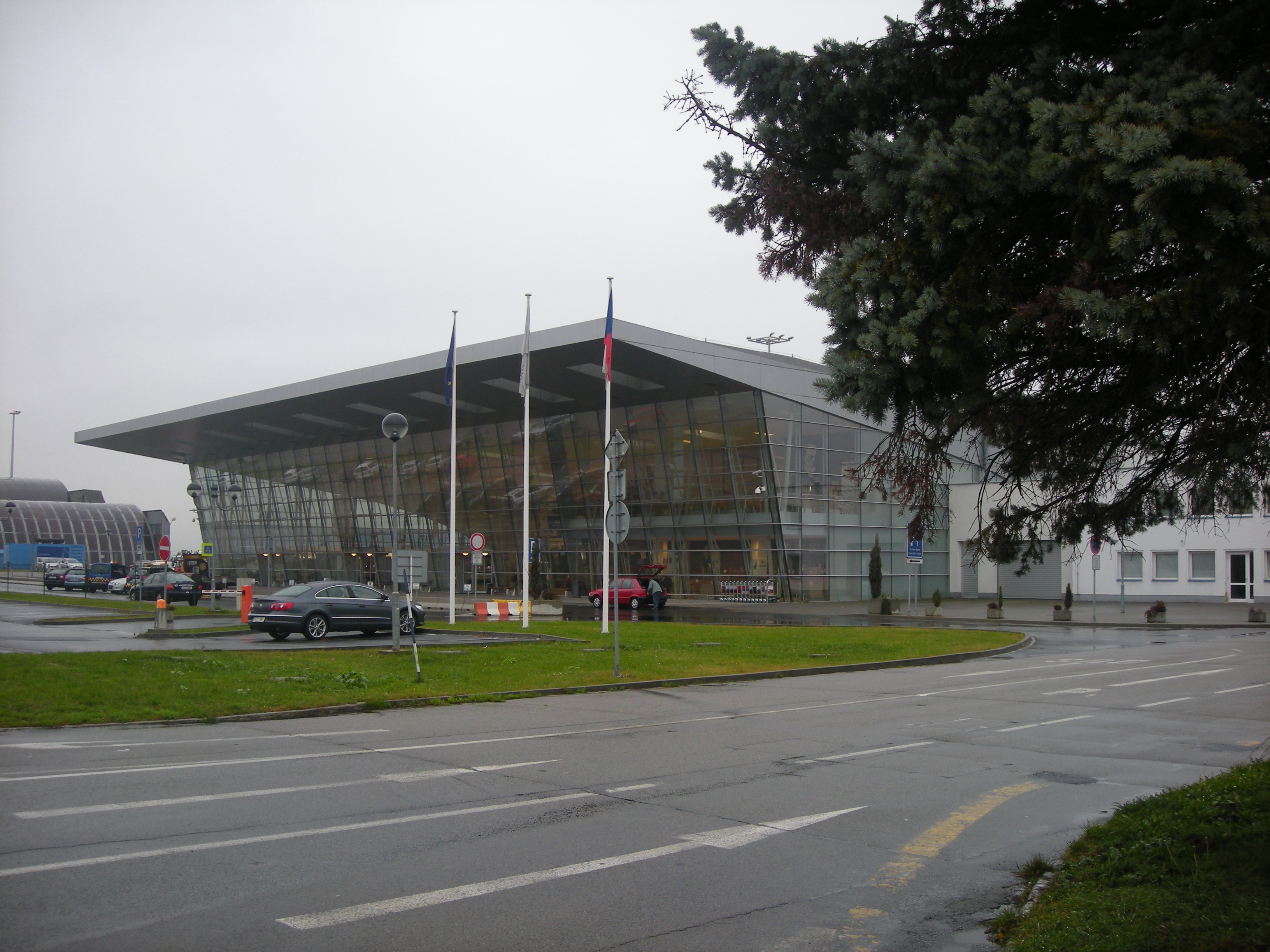
Terminal de l'aéroport.